# واد إفلي (بني امحمد سجلماسة)
واد إفلي هي إحدى مشيخات المملكة المغربية، تتبع جغرافيا لإقليم الرشيدية وإداريًا لبني امحمد سجلماسة. يقدر عدد سكانها بـ 5127 نسمة حسب الإحصاء الرسمي للسكان والسكنى لسنة 2004.